# Félix Fénéon

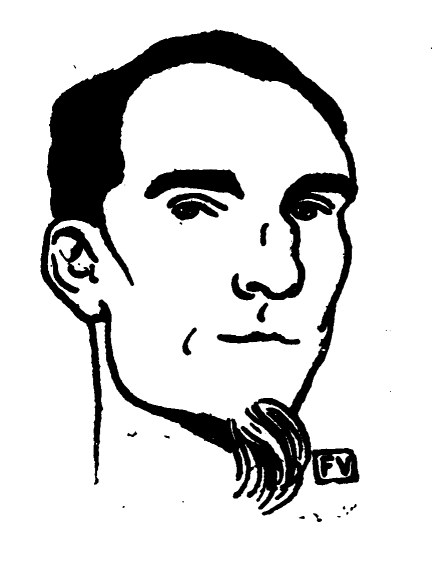
portret van Félix Fénéon door Felix Vallotton, Livre des Masques van Remy de Gourmont, 1898

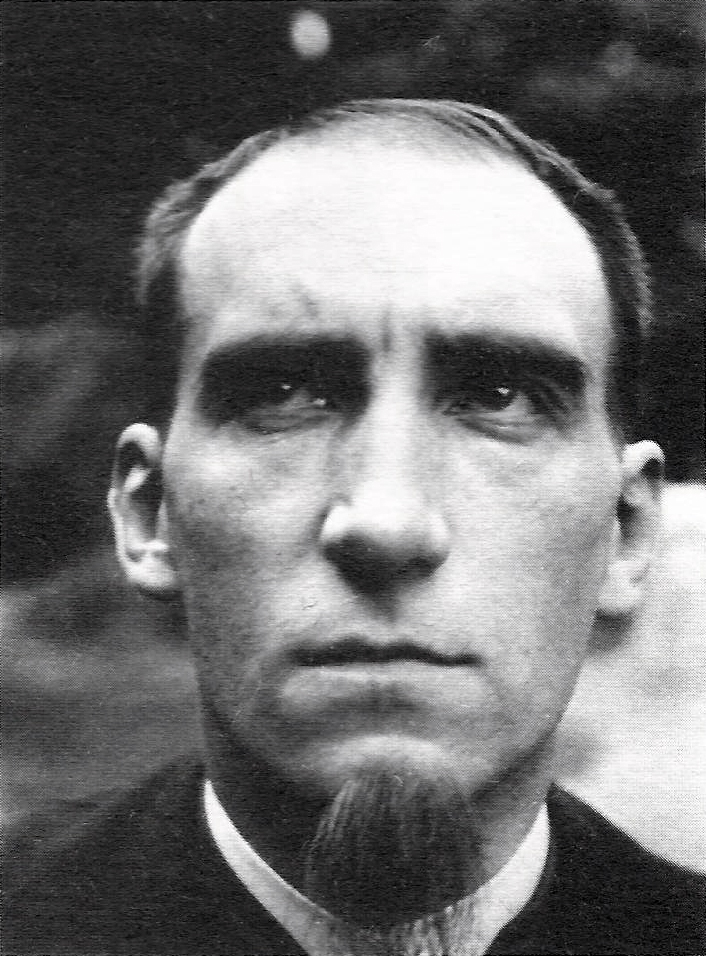
Paul Signac, Foto van Félix Fénéon, ca. 1900

Félix Fénéon (Turijn, 22 juni 1861 – Châtenay-Malabry, 29 februari 1944) was een Frans anarchist, journalist en kunstcriticus. Hij lanceerde de term neo-impressionisme voor de stijl van de groep schilders rond Georges Seurat.

## Biografie
Fénéon was de zoon van de Franse handelsreiziger Jules Fénéon en diens Zwitserse vrouw Marie-Louise Jacquin. Zijn vader afkomstig van Saint-Maurice-lès-Châteauneuf was op zoek naar een betrekking in Turijn. Kort na de geboorte van Félix trok de familie terug naar hun oorspronkelijke woning in de Charolais waar de familie Fénéon gevestigd was sinds de zeventiende eeuw. Fénéons vader oefende allerlei beroepen uit; zijn moeder werkte bij het postkantoor, waarvan ze uiteindelijk de leiding kreeg.
Félix Fénéon studeerde twee jaar aan de École Normale Spéciale in Cluny op kosten van een oom, maar maakte zijn middelbare studies in 1879 af in Mâcon, waar hij zijn baccalaureaat haalde. In 1881 nam hij deel aan een examen voor opstellers bij het ministerie van oorlog. Hij kreeg de betrekking en installeerde zich in Parijs. Hij werkte nog voor het ministerie, toen de politie in 1894 bij een speuractie in zijn bureau een flesje kwik en ontstekers vond. Fénéon werd aangehouden op verdenking van terrorisme.
Van 1895 tot 1903 was hij hoofdredacteur van de Revue Blanche. Toen die over kop ging vond hij een baan als administratief medewerker bij Le Figaro en daarna als journalist bij Le Matin. In 1906 werd hij artistiek directeur bij Bernheim-Jeune, waar hij bleef tot aan zijn pensionering in 1925.
Om zijn moeder te plezieren was Fénéon in 1897 getrouwd met Fanny Goubeaux maar hij hield er levenslang een maîtresse op na met wie hij dagelijks ging lunchen. Dat weerhield hem er niet van om daarnaast nog talloze affaires te hebben.
Zijn weduwe, Fanny Goubeaux, stichtte in 1949 de Literatuur- en Kunstprijs Prix Fénéon.

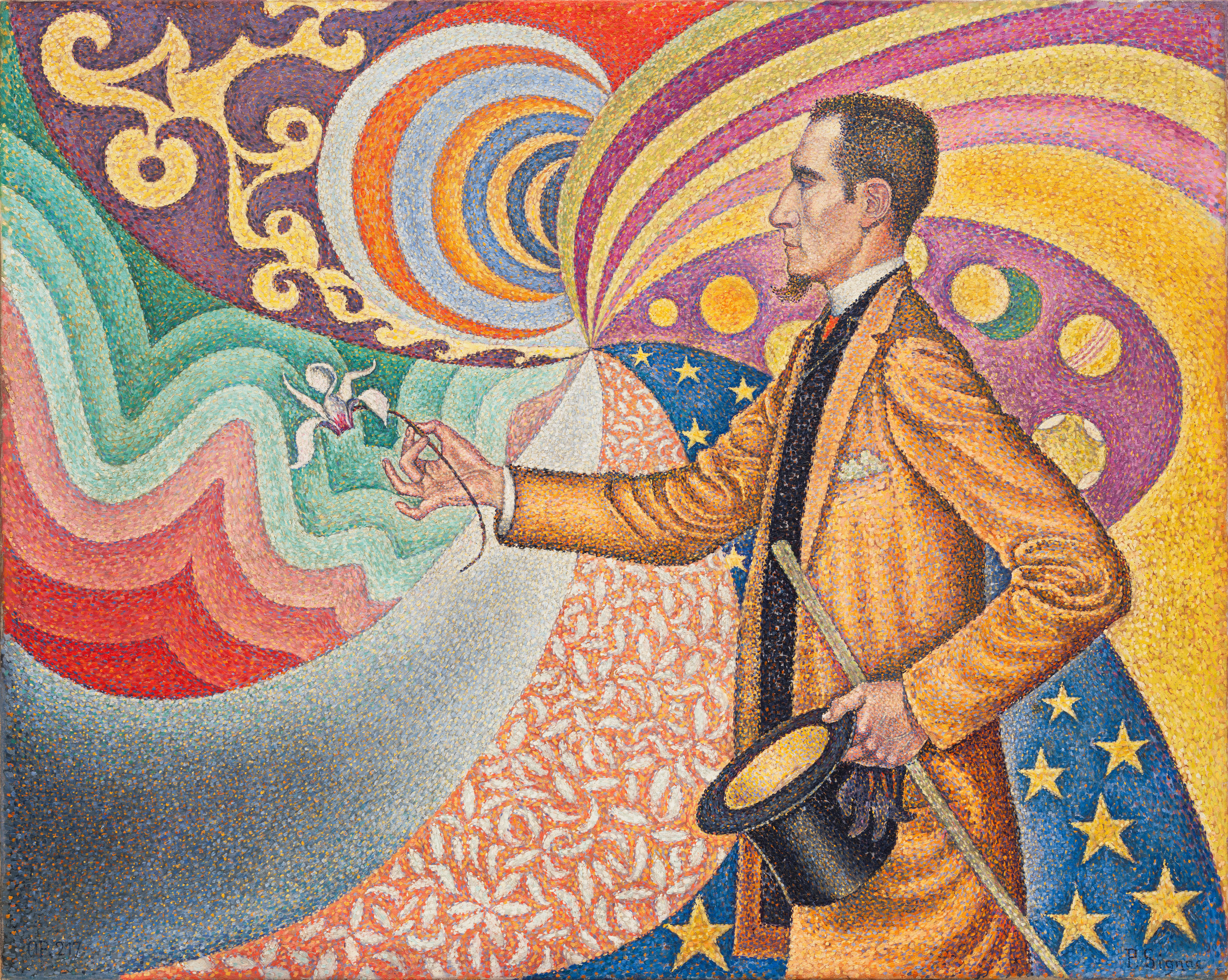
Paul Signac, portret van Félix Fénéon, 1890.

## Kunstcriticus
Fénéon begon in 1883 artikelen te schrijven als kunstcriticus in La Libre Revue. Hij stichtte de Revue indépendante in 1884, en van 1885 tot 1890 werkte hij voor onder meer La Vogue, geleid door Gustave Kahn, en voor de Revue wagnérienne, de Revue indépendante, L’En-dehors en Le Chat noir. Hij werkte ook mee aan Le Symboliste en aan L'Art moderne die uitgegeven werden in Brussel. In 1886 publiceerde hij de Illuminations van Arthur Rimbaud in La Vogue. Hij was een aanhanger van het symbolisme en een groot pleitbezorger van Rimbaud, Stéphane Mallarmé, Paul Verlaine, Joris-Karl Huysmans, Charles Cros, Jean Moréas, Marcel Schwob,  Alfred Jarry en Jules Laforgue van wie hij het onuitgegeven werk na diens vroegtijdige dood zou publiceren.
Op het eerste Salon des artistes indépendants van 1884 ontdekte hij La Baignade à Asnières van Seurat. Hij schreef daarna in 1868 het werkje Les impressionistes en 1886, waarin hij de werken op de laatste impressionistententoonstelling beschreef, en het einde van de impressionistische stroming en de opkomst van de nieuwe schilders zoals Seurat en Signac aankondigde. Hij doopte deze nieuwe stijl het neo-impressionisme, en werd bevriend met de schilders uit de groep. In zijn bijdragen als kunstcriticus nam hij de verdediging van de neo-impressionisten op zich.

## Anarchist
Félix Fénéon werkte in 1891 voor Le Chat Noir, La Plume en L’En-dehors, het anarchistische tijdschrift van zijn vriend Zo d'Axa, een van de meest prominente individueel anarchisten aan het einde van de 19e eeuw. In 1892 en 1893 slaagde hij erin om met Lucien Descaves en Victor Barrucand en enkele andere enkele kompanen het blad verder anoniem uit te geven nadat Zo d'Axa naar Londen was gevlucht. Fénéon raakte bij de L'En-dehors bevriend met Emile Henry, die twee aanslagen pleegde, waaronder de bomaanslag op het Café Terminus te Parijs.
In de herfst van 1893 werkte Fénéon voor Le père Peinard, de Revue anarchiste, en daarna voor de Revue libertaire, maar die bladen werden achtereenvolgens gesloten op basis van de lois scélérates van december 1893, die de bedoeling hadden de persvrijheid in Frankrijk sterk te beknotten. In april 1894 werd zijn kantoor op het ministerie door de politie onderzocht, waarbij een flesje kwik en enkele ontstekers voor bommen werden gevonden. Fénéon werd aangehouden en maakte deel uit van de aangeklaagden tijdens het 'proces van de dertig'. Hen werd ten laste gelegd deel uit te maken van een association de malfaiteurs, een vereniging die zich tot doel stelde misdrijven te plegen. Ze werden onder meer verantwoordelijk gehouden voor het plegen van een bomaanslag op het restaurant Foyot op 4 april 1894. De verdediging van Fénéon werd opgenomen door Thadée Natanson die de advocaat Demange inschakelde. Verschillende kunstenaars zoals Stéphane Mallarmé, Octave Mirbeau en Charles Henry kwamen in zijn voordeel getuigen. Fénéon permitteerde zich de magistraten te ridiculiseren met zijn pikante en spirituele replieken. Bij gebrek aan concrete bewijzen werd hij vrijgesproken - zoals de meesten van de beschuldigden.

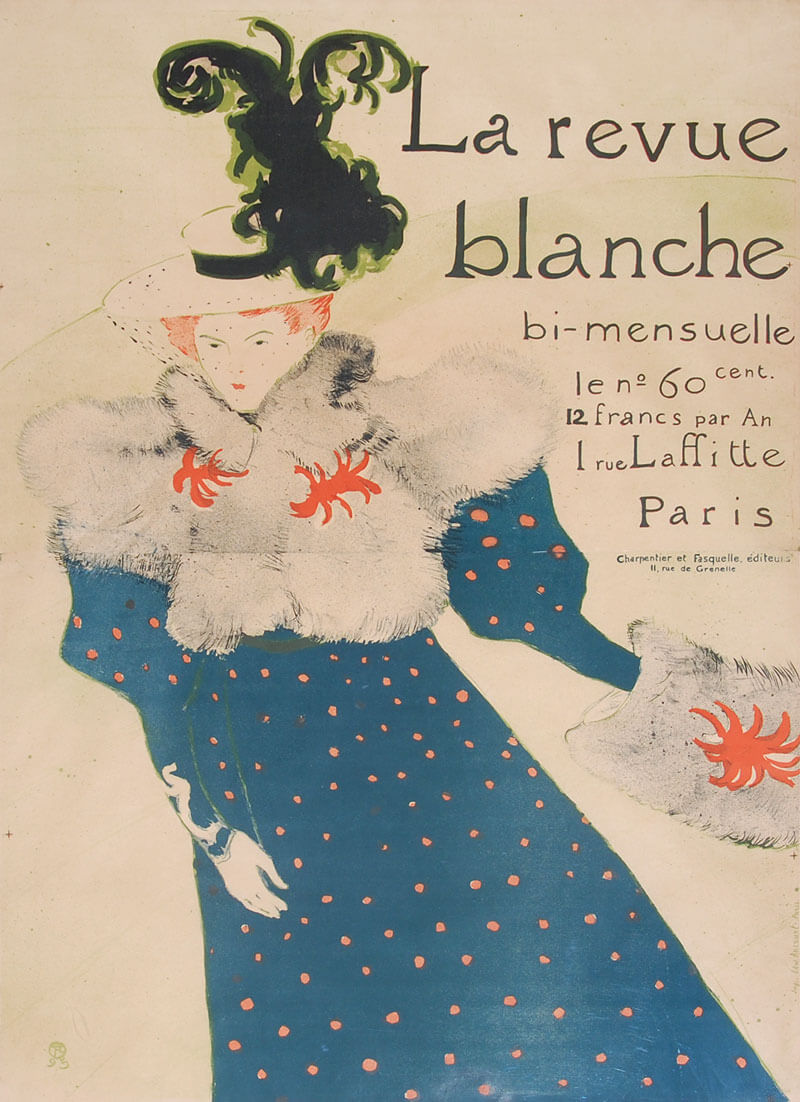
Henri de Toulouse-Lautrec, poster voor de Revue Blanche.

## Redactiesecretaris bij de Revue Blanche
Na het proces werd Fénéon op 10 januari 1895 door de gebroeders Natanson aangesteld als redactiesecretaris van hun tijdschrift La Revue Blanche. Dit tijdschrift verscheen voor het eerst in 1889. Het werd aanvankelijk uitgegeven in Luik maar verhuisde in 1891 naar Parijs. La Revue Blanche was een literair, artistiek tijdschrift, met anarchistische trekjes. Fénéon drukt al snel zijn stempel op de inhoud van het blad. André Gide schreef over hem: 
Il n’est sans doute aucun peintre, aucun écrivain de réelle valeur, aujourd’hui reconnue, qui ne doive aux frères Natanson et à Félix Fénéon, sûr et subtil pilote du bâtiment, un ample tribut de reconnaissance— 
Thadée Natanson voegde daar aan toe dat Félix Fénéon de Revue Blanche was. Zijn invloed nam snel toe en toch signeerde hij zelden een bijdrage. Fénéon introduceerde zijn anarchistische vrienden zoals Zo d'Axa, Émile Pouget, Charles Malato, Alexandre Cohen, Achille Steens, Léon Remy, Paul Signac, Maximilien Luce, Théophile-Alexandre Steinlen, Kees Van Dongen en Albert Marquet bij de revue. In 1897 organiseerde hij een onderzoek naar de Commune van Parijs, en in de Dreyfusaffaire koos hij de zijde van Alfred Dreyfus. In 1903 verdween het tijdschrift. Félix Fénéon had zes maanden eerder een administratief baantje gevonden bij Figaro.

## Nouvelles en trois lignes
In mei 1906 stapte hij over naar de krant Le Matin, waar hij een van de redacteurs werd die belast waren met de Nouvelles en trois lignes, een rubriek waarin kleine faits divers beschreven werden in een tekst van maximaal drie regels. Hij verzorgde deze rubriek tussen mei en november 1906, en zijn bijdragen werden beroemd. Fénéon bleek een meester in het kort en dikwijls humoristisch samenvatten van deze gemengde berichten die niet bij het grote nieuws horen. In zeven maanden tijd schreef Fénéon 1210 van deze kleine pareltjes bij elkaar vooraleer hij de journalistiek vaarwel zegde om bij Bernheim-Jeune artistiek directeur te worden. Zelf wilde hij niet van een uitgave weten, maar na zijn dood werden zijn korte berichten verzameld door Jean Paulhan en alsnog uitgegeven. Het boek wordt tot op vandaag herdrukt. In 2009 werd bij uitgeverij Vrijdag nog een Nederlandse vertaling gepubliceerd, onder de titel Het nieuws in drie regels. 
Een voorbeeld van een tekst: 
 Le feu, 126, boulevard Voltaire. Un caporal fut blessé. Deux lieutenants reçurent sur la tête, l’un une poutre, l’autre un pompier— 

## Bij Bernheim-Jeune
Eind 1906 werd Félix Fénéon artistiek directeur bij de kunstgalerij Bernheim-Jeune, een functie die hij zou bekleden tot zijn pensionering in 1925. Hij zette de neo-impressionisten en Les Nabis in de schijnwerper, en sloot voor Bernheim contracten af met verschillende schilders: Pierre Bonnard, Édouard Vuillard, Henri-Edmond Cross, Paul Signac, Henri Matisse en Van Dongen. Van 5 tot 24 februari 1912 organiseerde hij de eerste tentoonstelling van de futuristen in Parijs.  In 1919 werd hij hoofdredacteur van het Bulletin de la vie artistique, gelanceerd door de galerij Bernheim-Jeune. Ten slotte was hij van 1920 tot 1922 literair directeur bij de uitgeverij La Sirène, waar hij Ulysses van James Joyce publiceerde. 
Fénéon was zelf een fervent verzamelaar van schilderijen en van Afrikaanse kunst.

## Nalatenschap
Félix Fénéon publiceerde gedurende zijn leven slechts een werk namelijk zijn Les impressionistes en 1886 waarvan voor de eerste uitgave 227 exemplaren gedrukt werden; hij weigerde systematisch herdrukken van zijn enige werk. De meeste van zijn kritieken werden ook onder een pseudoniem gepubliceerd; Fénéon zocht geen roem of bekendheid. Fénéon blijft in de herinnering wegens de term 'neo-impressionisme' die hij lanceerde, en zijn postuum uitgegeven Nouvelles en trois lignes. Zonder dit werk zou deze dandy-anarchist waarschijnlijk al lang vergeten zijn geweest. Cyril Conolly stelde dat journalistiek datgene is wat slechts eenmaal gelezen wordt en literatuur dat wat men herleest; in die optiek was Félix Fénéon een literator ondanks zichzelf.